# Anicetus korotyaevi
Anicetus korotyaevi is een vliesvleugelig insect uit de familie Encyrtidae. De wetenschappelijke naam is voor het eerst geldig gepubliceerd in 2005 door Sugonjaev.